# Podagrion fulvipes
Podagrion fulvipes är en stekelart som först beskrevs av Holmgren 1868.  Podagrion fulvipes ingår i släktet Podagrion och familjen gallglanssteklar. Inga underarter finns listade i Catalogue of Life.